# Rhinella magnussoni
Rhinella magnussoni es una especie de anfibio anuro de la familia Bufonidae.

## Distribución geográfica
Esta especie es endémica del estado de Pará en Brasil. Habita en el municipio de Belterra.

## Descripción
Los machos miden de 36.0 a 45.3 mm y las hembras de 43.1 a 53.3 mm.

## Etimología
Esta especie lleva el nombre en honor a William Ernest Magnusson.

## Publicación original
- Lima, Menin & Araújo, 2007 : A new species of Rhinella (Anura: Bufonidae) from Brazilian Amazon. Zootaxa, n.º 1663, p. 1-15.[5]